# Rory Gallagher (album)
Albums de Rory Gallagher
Deuce
(1971)
Rory Gallagher, sorti en 1971, est le premier album de Rory Gallagher depuis la séparation de son précédent groupe Taste.

## Album
Cet album marque le début de la carrière solo de Rory Gallagher.
Tous les titres sont de sa composition.
L'album a été réédité en CD en 1999 par BMG Entertainment avec deux bonus tracks.
Hands up et Sinner boy faisaient déjà partie de son répertoire avec Taste. À la suite de leur mauvaise séparation il ne les joua plus en concert après la sortie de son deuxième album solo Deuce. 

## Musiciens
- Rory Gallagher : voix, guitare, harmonica, saxo
- Gerry McAvoy : basse
- Wilgar Campbell : batterie

## Titres
| No  | Titre                   | Durée      |
| --- | ----------------------- | ---------- |
| 1.  | Laundromat              | 4 min 38 s |
| 2.  | Just the Smile          | 3 min 41 s |
| 3.  | I Fall Apart            | 5 min 12 s |
| 4.  | Wave Myself Goodbye     | 3 min 30 s |
| 5.  | Hands Up                | 5 min 25 s |
| 6.  | Sinner Boy              | 5 min 04 s |
| 7.  | For the Last Time       | 6 min 35 s |
| 8.  | It's You                | 2 min 38 s |
| 9.  | I'm Not Surprised       | 3 min 37 s |
| 10. | Can't Believe It's True | 7 min 16 s |

| 11. | Gypsy Woman   | 4 min 02 s |
| 12. | It Takes Time | 3 min 34 s |

## Informations sur le contenu de l'album
- Vincent Crane accompagne le groupe au piano.
- Gypsy Woman, bonus track de la réédition de 1999, est un titre de Muddy Waters (1947).
- It Takes Time, bonus track de la réédition de 1999, est un titre d'Otis Rush (1958).